# Duckbill (formação rochosa)
A rocha Duckbill era uma formação rochosa de arenito em formato hoodoo, no estado de Oregon nos Estados Unidos. A rocha serviu como uma atração turística ao longo da costa de Oregon e foi fotografada com frequência antes de ser derrubada por vândalos em 29 de agosto de 2016.
O grupo que a derrubou afirmou que ela era um risco à segurança pois um amigo deles havia quebrado a perna após subir na rocha. Chris Havell, diretor associado do Departamento de Parques e Recreação de Oregon, observou que a formação foi cercada e os sinais proibiam a aproximação por qualquer pessoa: The fence is very clear, you have to intentionally move the wires aside and crawl through it.
Os vândalos não foram pegos.